# 球磨村立一勝地第一小学校

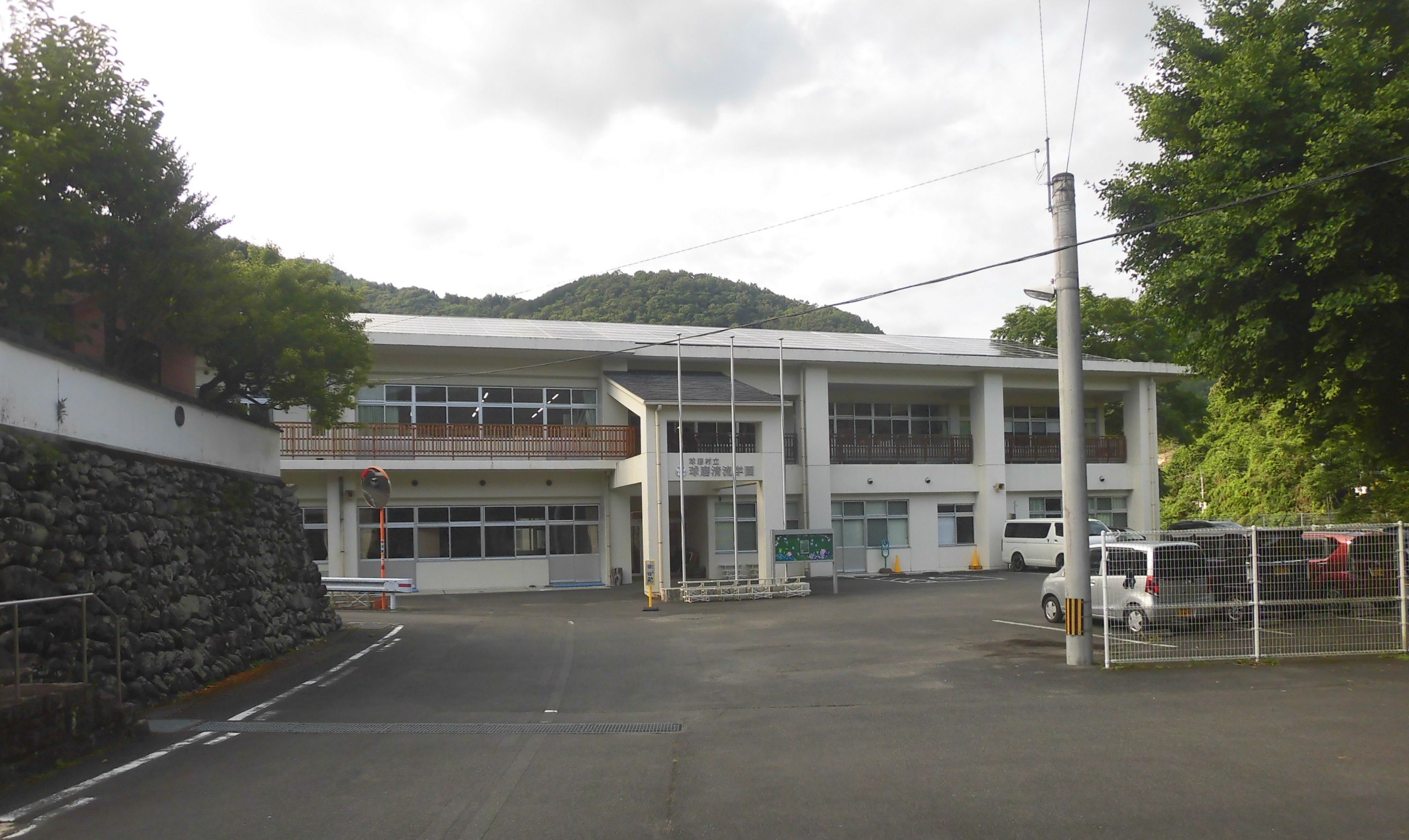
旧運動場に建設された一勝地小学校校舎（現・球磨清流学園北校舎）

球磨村立一勝地第一小学校（くまそんりつ いっしょうちだいいちしょうがっこう）は、かつて熊本県球磨郡球磨村一勝地丙にあった公立の小学校。
2010年（平成22年）3月末をもって閉校し、球磨村立一勝地小学校に統合された。
なお、校地は新設の一勝地小学校によって継承された。新校舎が旧運動場の場所に建設され、旧一勝地小学校の校舎があった場所は解体後、運動場となっている。

## 概要
歴史
1875年（明治8年）に「柳詰小学校」として創立。2010年（平成22年）に閉校し、135年の歴史に幕を閉じた。
校章
翼と学問を象徴するペン先を背景にして、中央に、円状にした「一」の文字で囲んだ「勝」の文字を配している。
校歌
作詞は八波則吉による。作曲者は不詳。歌詞は3番まであり、1番の歌詞中に校名の「一勝地」が登場する。なお、閉校後、統合先の一勝地小学校の校歌として継承された。

## 沿革
- 1875年（明治8年）7月 - 「柳詰学校」が創立。旧藩主庄屋学校校舎を教場とする。
- 1878年（明治11年）7月10日 - 「柳詰小学校」に改称。
- 1882年（明治15年）- 岳本分校と俣口分校を設置。
- 1889年（明治22年）4月1日 - 町村制施行により、球磨郡2村（一勝地・三ヶ浦）が合併し、「一勝地村」が発足。
- 1894年（明治27年）- 「柳詰尋常小学校」に改称。
- 1896年（明治29年）- 「一勝地尋常小学校」に改称。
- 1904年（明治37年） - 高等科を併置の上、「一勝地尋常高等小学校」に改称。
- 1908年（明治41年）4月 - 改正小学校令により、尋常科（義務教育年限）が4年制から6年制に改められる。従来の尋常科4年・高等科4年を、「尋常科6年・高等科2年」に改められる。
- 1930年（昭和5年）8月 - 俣口分校を松谷尋常高等小学校へ移管。
- 1941年（昭和16年）4月1日 - 国民学校令施行により、「一勝地村一勝地国民学校」に改称。尋常科を初等科に改める。
- 1947年（昭和22年）- 学制改革が行われる（六・三制の実施）。
  - 4月1日 - 国民学校初等科は、新制小学校「一勝地村立一勝地小学校」に改組・改称。
  - 4月22日 - 国民学校高等科は青年学校普通科とともに、新制中学校「一勝地村立一勝地中学校」に改組・改称。小学校に併設。
- 1949年（昭和24年）- 開拓第二集落に譲葉分校（ゆずりは）を設置。
- 1954年（昭和29年）4月1日 - 3村（一勝地・渡・神瀬）合併により、「球磨村」が発足。「球磨村立一勝地第一小学校」（最終名）に改称。
- 1958年（昭和33年）- 最終所在地に新校舎が完成。球磨村立渡西小学校を統合。岳本分校が閉校。
  - 最終所在地（岳本分校）- 熊本県球磨郡球磨村一勝地乙1389番地1（北緯32度13分33.4秒 東経130度36分35.3秒 / 北緯32.225944度 東経130.609806度）
- 1968年（昭和43年）- 譲葉分校が閉校。
  - 最終所在地（譲葉分校）- 熊本県球磨村一勝地丁1511番地
- 1970年（昭和45年）- プールが完成。
- 1974年（昭和49年）- 体育館が完成。
- 1975年（昭和50年）- 創立100周年記念式典を挙行。
- 2003年（平成15年）10月 - アフタースクール（やまなみ学校）が開校。
- 2004年（平成16年）4月1日 - 球磨村立高沢小学校を統合。
- 2010年（平成22年）
  - 3月31日 - 閉校。
  - 4月1日 - 村立小学校3校（一勝地第一・一勝地第二（一部）・神瀬）と統合の上、「球磨村立一勝地小学校」が新設される。
    - 最終所在地（一勝地第一小学校）- 北緯32度14分57.3秒 東経130度38分48.0秒 / 北緯32.249250度 東経130.646667度

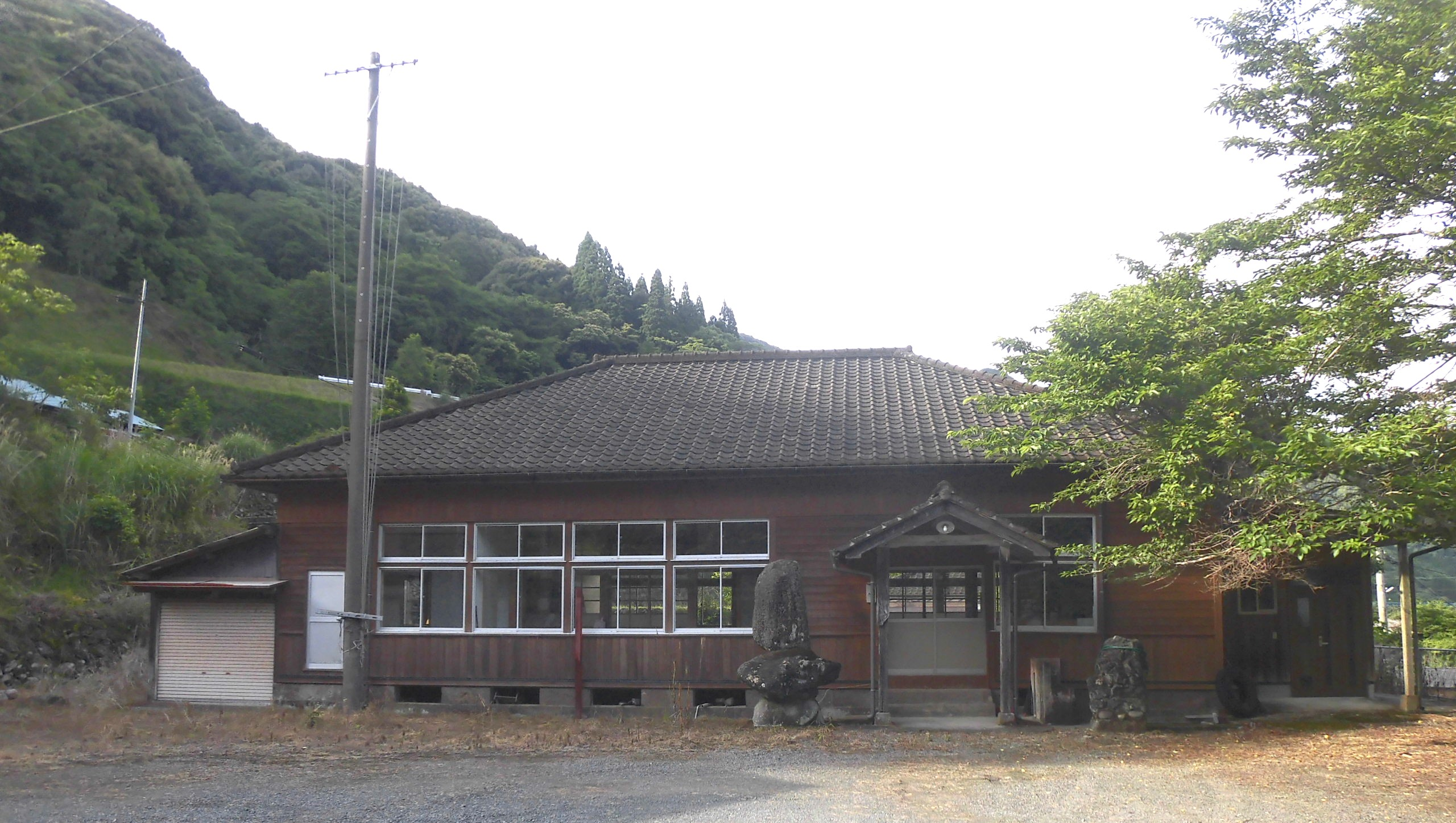
岳本分校校舎 （岳本公民館）
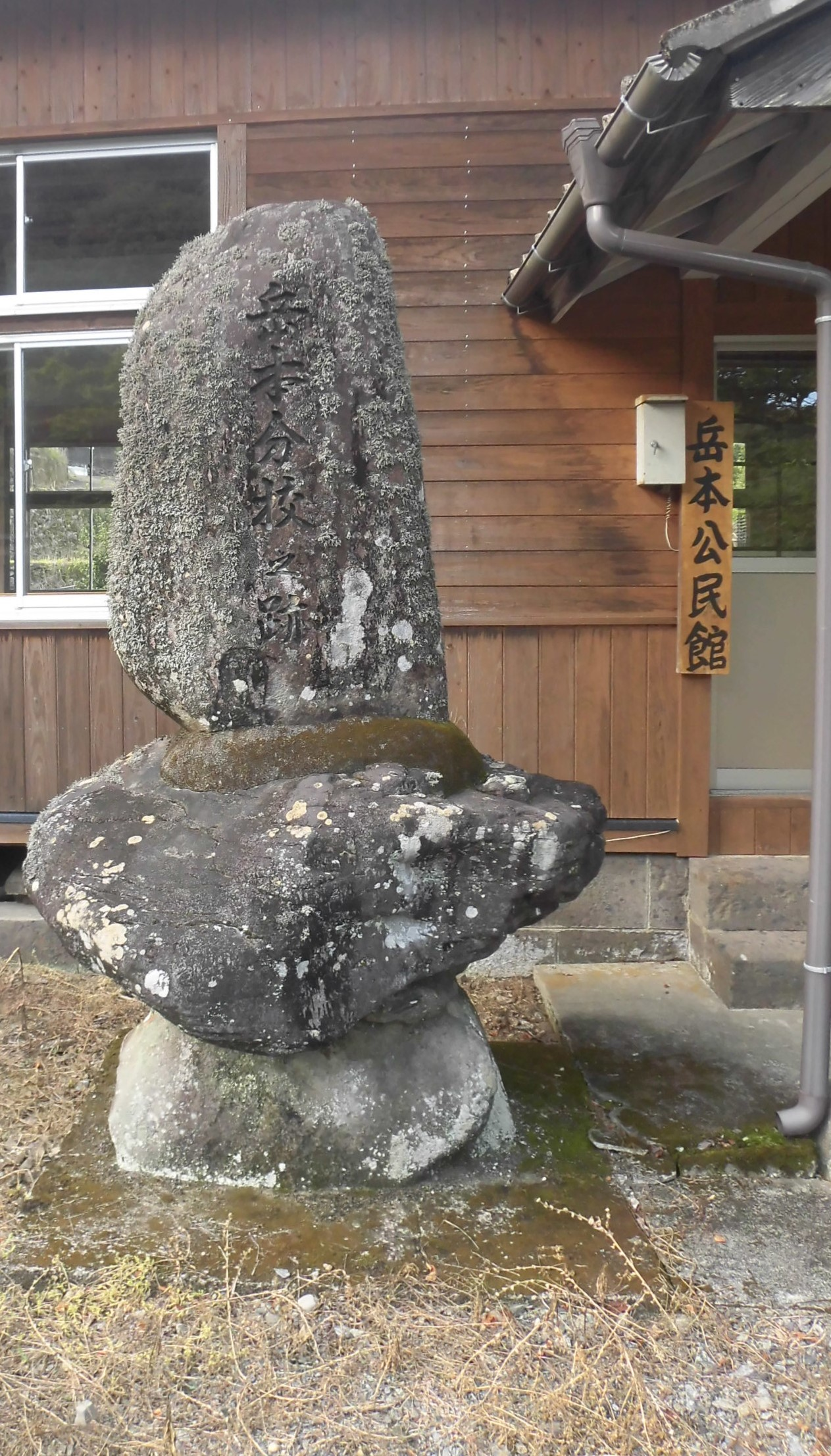
岳本分校 閉校記念碑
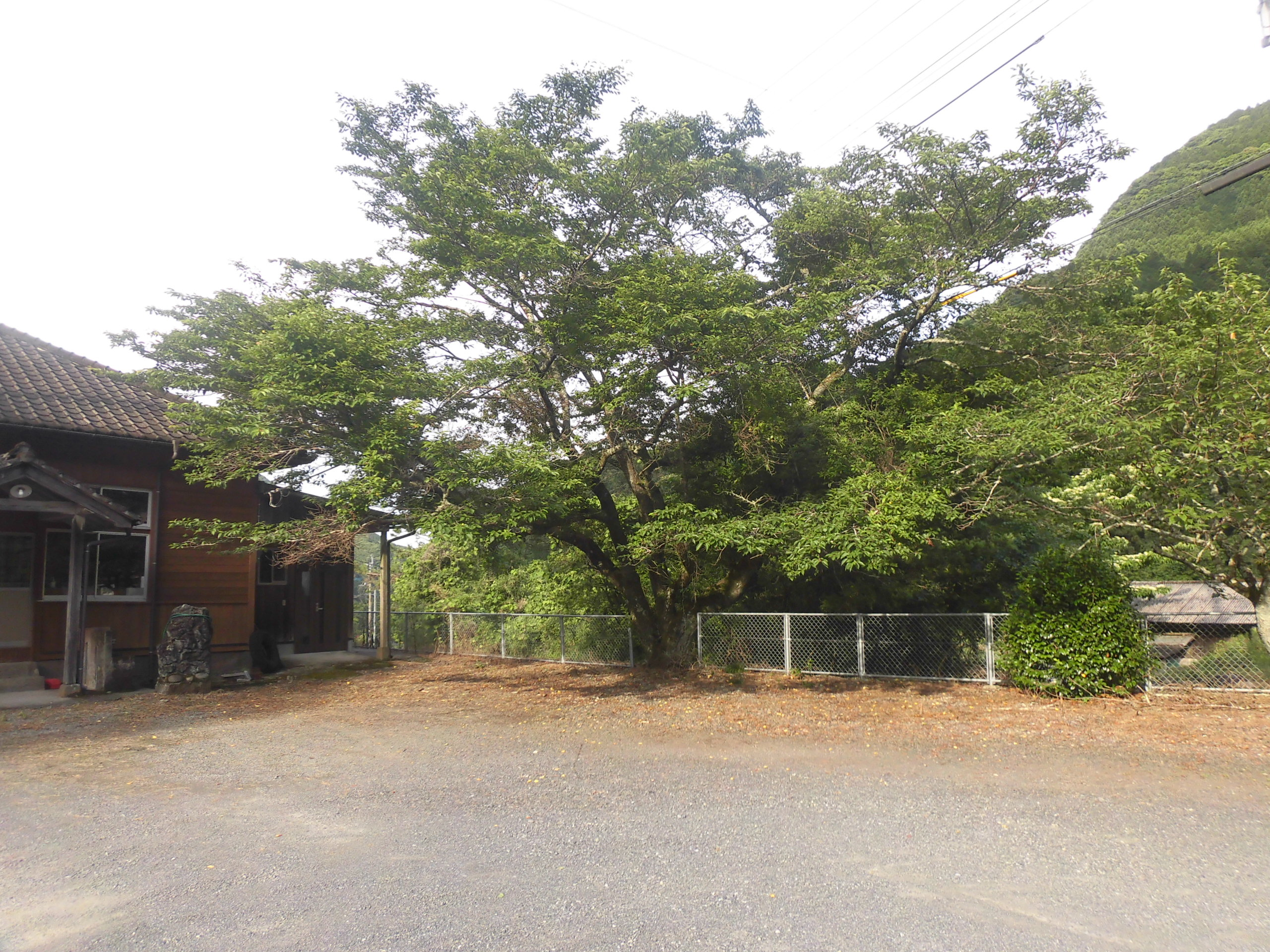
岳本分校校地

旧・渡西小学校（わたりにし）

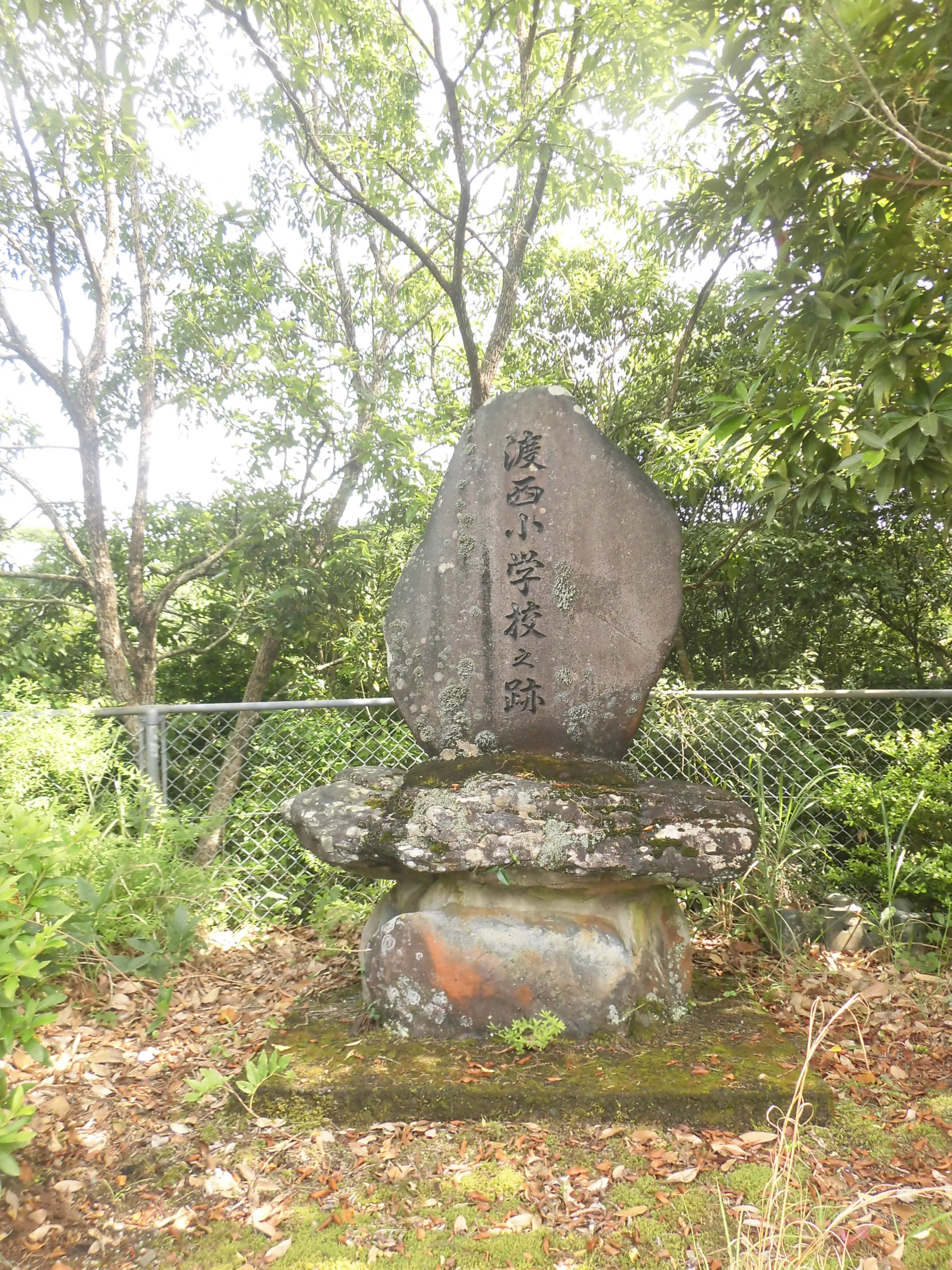
渡西小学校閉校記念碑

- 1879年（明治12年）4月 - 「渡小学校分校」として創立。
- 1900年（明治33年）8月 - 中園分教場となる。
- 1908年（明治41年）4月 -「中園尋常小学校」として独立。
- 1941年（昭和16年）4月1日 -「渡村立渡西国民学校」に改称。
- 1947年（昭和22年）4月1日 - 新制小学校「渡村立渡西小学校」に改組・改称。
- 1954年（昭和29年）4月1日 - 「球磨村立渡西小学校」（最終名）と改称。
- 1958年（昭和33年）3月31日 - 球磨村立一勝地第一小学校への統合により、閉校。79年の歴史に幕を閉じる。
  - 最終所在地（渡西小学校）- 熊本県球磨郡球磨村渡上田頭（現・球磨村役場敷地付近、北緯32度15分07.1秒 東経130度39分04.0秒 / 北緯32.251972度 東経130.651111度）

## 交通アクセス
最寄りの鉄道駅
- JR九州 肥薩線「一勝地駅」

最寄りのバス停留所
- 九州産交バス「一勝地駅」停留所

最寄りの幹線道路
- 熊本県道15号人吉水俣線
- 熊本県道304号一勝地神瀬線

## 周辺
- 旧・球磨村立球磨中学校（現・球磨村立球磨清流学園 南校舎）
- 人吉下球磨消防組合消防本部 中央消防署 西分署
- 人吉警察署一勝地警察官駐在所
- 一勝地郵便局
- こがね保育園
- 一勝寺
- 意足院
- 一勝地阿蘇神社
- 球磨川
- 芋川
- 庄本川